# Colección Arqueológica de Apératos
La Colección Arqueológica de Apératos es una colección o museo de Grecia ubicado en la localidad de Apératos, en la isla de Naxos. Está activo desde la década de 1960.

## Colecciones
El museo albergó inicialmente la colección arqueológica de Mijalis Bogdanis, que, desde finales de la década de 1950, luchó contra la exportación clandestina de antigüedades de la zona. Posteriormente el museo se ha ido enriqueciendo con otras piezas procedentes de excavaciones del área o halladas accidentalmente durante trabajos agrícolas. Muchos de ellos pertenecen a la civilización cicládica, tales como recipientes de cerámica y estatuillas. También hay esculturas, herramientas, elementos arquitectónicos y armas. Entre los objetos expuestos pueden destacarse por su singularidad una serie de losas de piedra con escenas de la vida cotidiana procedentes de un santuario que se hallaba en una colina del este de Naxos.
| |
| Una de las losas de piedra del santuario de Korfí t' Aronioú en la que se representa una escena de caza o ritual. |

|                                    |
| Fragmento de una sartén cicládica. |

|                                       |
| Fragmentos de estatuillas cicládicas. |

|                            |
| Herramientas de obsidiana. |